# Mordella panamensis
Mordella panamensis es una especie de coleóptero de la familia Mordellidae.

## Distribución geográfica
Habita en Panamá.